# Lijst van oorlogsmonumenten in Hardinxveld-Giessendam
De Nederlandse gemeente Hardinxveld-Giessendam heeft 6 oorlogsmonumenten. Hieronder een overzicht.
| Nr.                             | Object                           | Herdachte groep                                                    | Ontwerper              | Onthulling      | Type               | Locatie                                                        | Plaats                 | Coördinaten                   | Foto                             |
| ------------------------------- | -------------------------------- | ------------------------------------------------------------------ | ---------------------- | --------------- | ------------------ | -------------------------------------------------------------- | ---------------------- | ----------------------------- | -------------------------------- |
| 2012                            | Oorlogsmonument                  | militairen in dienst van het Ned. Kon. na 1945, burgerslachtoffers | Kees Schrikker         | 1 november 1953 | kruis              | Sluisweg, 3371 EP                                              | Hardinxveld-Giessendam | 51° 49' 32" NB, 4° 51' 20" OL | Meer afbeeldingen                |
| 2767                            | Plaquette voor Merwedegijzelaars | burgerslachtoffers                                                 |                        | 14 juni 1985    | plaquette          | Rivierdijk 815, 3371 EN                                        | Hardinxveld-Giessendam | 51° 49' 24" NB, 4° 50' 25" OL | Plaquette voor Merwedegijzelaars |
| 4342                            | Monument Merwedegijzelaars       | burgerslachtoffers                                                 | Richard van der Koppel | 10 oktober 2020 | Beeld/Sculptuur    | Sluisweg bij 66                                                | Hardinxveld-Giessendam | 51° 49' 28" NB, 4° 51' 20" OL | Meer afbeeldingen                |
|                                 | Graf van A.J. van der Wiel       | militair in dienst van het Ned. Kon.                               |                        |                 | begraafplaats/graf | Spindermolen 42, 3371 RN                                       | Neder-Hardinxveld      | 51° 49' 43" NB, 4° 50' 11" OL | Graf van A.J. van der Wiel       |
|                                 | Graf van L.V. King               | Royal Air Force piloot                                             |                        |                 | begraafplaats/graf | Krommegat 12, 3372 DH                                          | Boven-Hardinxveld      | 51° 49' 20" NB, 4° 52' 17" OL | Graf van L.V. King               |
|                                 | Graf van H.W. de Vries Danil     | militair in dienst van het Ned. Kon.                               |                        |                 | begraafplaats/graf | Krommegat 12, 3372 DH                                          | Boven-Hardinxveld      | 51° 49' 20" NB, 4° 52' 17" OL | Graf van H.W. de Vries Danil     |
| Dit oorlogsmonument op Wikidata | Stolpersteine                    | vervolgden Nederland                                               | Gunter Demnig          |                 | reliëf             | Zie Lijst van Stolpersteine in Hardinxveld-Giessendam, 3372 DC | Boven Hardinxveld      | 51° 49' 19" NB, 4° 53' 3" OL  | Meer afbeeldingen                |

Alblasserdam ·
Albrandswaard ·
Alphen aan den Rijn ·
Barendrecht ·
Bodegraven-Reeuwijk ·
Capelle aan den IJssel ·
Delft ·
Den Haag ·
Dordrecht ·
Goeree-Overflakkee ·
Gorinchem ·
Gouda ·
Hardinxveld-Giessendam ·
Hendrik-Ido-Ambacht ·
Hillegom ·
Hoeksche Waard ·
Kaag en Braassem ·
Katwijk ·
Krimpen aan den IJssel ·
Krimpenerwaard ·
Lansingerland ·
Leiden ·
Leiderdorp ·
Leidschendam-Voorburg ·
Lisse ·
Maassluis ·
Midden-Delfland ·
Molenlanden ·
Nieuwkoop ·
Nissewaard ·
Noordwijk ·
Oegstgeest ·
Papendrecht ·
Pijnacker-Nootdorp ·
Ridderkerk ·
Rijswijk ·
Rotterdam ·
Schiedam ·
Sliedrecht ·
Teylingen ·
Vlaardingen ·
Voorne aan Zee ·
Voorschoten ·
Waddinxveen ·
Wassenaar ·
Westland ·
Zoetermeer ·
Zoeterwoude ·
Zuidplas ·
Zwijndrecht